# Biondello e Ciacco
Nella nona giornata (ottava novella), lunedì, la regina è Emilia e ciascuno racconta delle storie a piacere.
In questa novella la narratrice è Lauretta e riprende, come tutti in questa giornata, un tema già trattato in precedenza: la beffa e l'inganno con vendetta.

## Personaggi
Ciacco: nativo di Firenze, è un personaggio ingordo e estremamente goloso, non a caso il significato del suo nome è letteralmente “porco”.
Biondello: è una persona magra di corporatura, il suo nome deriva dal fatto che ha i capelli biondi, viene definito pulito perché indossa una cuffietta la quale era considerata segno di distinzione di una persona raffinata.
Come Ciacco la sua caratteristica principale è quella di essere vorace e amare il buon cibo.
Filippo Argenti: membro della famiglia fiorentina degli Adimari, chiamato così perché aveva fatto ferrare il suo cavallo con ferri d'argento. Viene descritto come un uomo forte e di carattere marcato, ma allo stesso tempo insolito, ambiguo e soprattutto facilmente irritabile.
Rigattiere: è un commerciante che rivende materie prime di utilizzo comune.

## Trama
In questa giornata Lauretta racconta la storia di due fiorentini: Biondello e Ciacco che si burlavano tra di loro.
Il primo che fece lo scherzo fu Biondello che, sfruttando la golosità di Ciacco, lo mandò in un ristorante con la scusa di ricevere un pasto a base di storioni. Ma quando Ciacco arrivò a destinazione si accorse che quel posto trattava solo cibo scadente e di bassa qualità.
Arrabbiato per la burla subita, Ciacco decise di vendicarsi e chiese a un rigattiere di andare da Filippo Argenti a offrirgli del vino per conto di Biondello.
Filippo Argenti non la prese bene, andando su tutte le furie per via della sua testa calda.